# Пітер Еш
Пітер Еш (англ. Peter Asch, 16 жовтня 1948) — американський ватерполіст.
Бронзовий призер Олімпійських Ігор 1972 року.